# دورة فرنسا المفتوحة 1986
قائمة بطولات دورة رولان غاروس لعام 1986:

## الكبار

### فردي رجال
إيفان ليندل هزم  ميكائيل بيرنفورس, النتيجة:6-3, 6-2, 6-4

### فردي سيدات
كريس إيفرت هزمت  مارتينا نافراتيلوفا, النتيجة:2-6, 6-3, 6-3

### زوجي رجال
جون فايتزجيرالد و تماس شميد هزما  ستيفان إدبرغ و أندرياس جارايد, النتيجة:6-3, 4-6, 6-3, 6-7(4), 14-12

### زوجي سيدات
مارتينا نافراتيلوفا و أندريه تيمسفاري هزمتا  شتيفي غراف و غأبريلا ساباتايناي, النتيجة:6-1, 6-2

### زوجي مختلط
كاثي جوردن و كين فلاتش هزما  روزالين فايربانك و مارك إدموندسن, النتيجة:3-6, 7-6(3), 6-3